# Chrysacris manzhoulensis
Chrysacris manzhoulensis är en insektsart som beskrevs av Zheng, Yiping, Bingzhong Ren och Fengling Zhang 199. Chrysacris manzhoulensis ingår i släktet Chrysacris och familjen gräshoppor. Inga underarter finns listade i Catalogue of Life.